# T2鑽石聯賽
T2鑽石聯賽是一種桌球聯賽，有著特殊賽制。

## 簡介
T2鑽石賽設有男子和女子單打兩項賽事，邀請男女各16位選手參與，比賽採單淘汰制

## 賽制
比賽採七戰四勝制，正常局為11分制，沒有平分(11:10也算結束)，比賽如果進行了24分鐘仍未分出勝負時，下一盤開始會進行超級搶五(先贏五分者勝)，直到有人贏四盤為止
- 但是，如果24分鐘時還在進行其中一盤，則該盤還是會完成。[2]
- 超級搶五也沒有平分制度(4:5也算結束)

## 積分
全部16位參與T2鑽石賽的球員均可獲得世界排名積分。 其中，冠軍可獲得1000積分，亞軍獲得800積分，季軍獲得700積分，第4名獲得600積分，5-8名選手獲得500積分，9-16名選手獲得400積分。

## 歷屆冠軍
| 年度   | 舉辦國   | 冠軍   | 亞軍              | 季軍     | 冠軍賽比分                  |
| ------ | -------- | ------ | ----------------- | -------- | --------------------------- |
| 2017   | 馬來西亞 | 波爾   | 迪米特里·奧恰洛夫 | 水谷隼   | 11-9，11-6，11-10，11-8     |
| 2019-1 | 馬來西亞 | 林昀儒 | 樊振東            | 許昕     | 11-7，11-4，8-11，11-5，5-0 |
| 2019-2 | 新加坡   | 許昕   | 林昀儒            | 張本智和 | 11-9，11-5，11-8，11-6      |

| 年度   | 舉辦國   | 冠軍            | 亞軍     | 季軍   | 冠軍賽比分                            |
| ------ | -------- | --------------- | -------- | ------ | ------------------------------------- |
| 2017   | 馬來西亞 | 瑟奇·贝尔纳黛特 | 馮天薇   | 劉斐   | 9-11，11-10，11-9，4-11，5-3          |
| 2019-1 | 馬來西亞 | 朱雨玲          | 王曼昱   | 丁寧   | 11-9，11-6，7-11，11-7，5-2           |
| 2019-2 | 新加坡   | 孫穎莎          | 伊藤美誠 | 王曼昱 | 11-7，11-3，6-11，7-11，5-3，3-5，5-4 |

## 來源
1. ↑  快節奏引爆觀賽體驗！ T2鑽石賽簽表+賽程+賽制解讀 （页面存档备份，存于），ittf。
2. ↑  game rules-T2 Diamond （页面存档备份，存于），官方網站。
3. ↑  百度 參考 （页面存档备份，存于），資料圖。
4. ↑  林昀儒擊敗中國名將樊振東 T2桌球鑽石賽奪冠 （页面存档备份，存于），中央通訊社。
5. ↑  ltn 體育 （页面存档备份，存于），桌球》突破不了「許昕障礙」 林昀儒連莊失利。
6. ↑  youtube （页面存档备份，存于），(WS-FINAL) SZOCS Bernadette Vs FENG Tianwei - T2 APAC 2017 - Full Match/HD1080p60f//Table Tennis Fans。
7. ↑  t2馬來西亞 （页面存档备份，存于），決賽。
8. ↑  T2鑽石賽孫穎莎4-3伊藤美誠 成功獲得女單冠軍 （页面存档备份，存于），新浪。